# João Ferraz
João Ferraz (* 8. Januar 1990 in Funchal) ist ein portugiesischer Handballspieler, der zumeist auf der Position Rückraum rechts eingesetzt wird.

## Vereinskarriere
Der 1,98 m große und  94 kg schwere Linkshänder begann seine Profikarriere 2006 bei Madeira Andebol SAD. Nach Stationen in Marítimo und bei Desportivo Francisco de Holanda ging er zu Xico Andebol und kehrte nach dem Pokalsieg 2010 für zwei Jahre nach Madeira zurück. 2012 wechselte Ferraz zum Rekordmeister FC Porto, mit dem er 2013, 2014 und 2015 den Titel gewann. In der Spielzeit 2013/14 qualifizierte er sich mit Porto für die EHF Champions League, schied aber in der Gruppenphase aus.
Ab Juli 2015 stand er beim Bundesligisten HSG Wetzlar unter Vertrag. Am 1. November 2019 wurde er bis zum Saisonende 2019/20 am den Schweizer Verein HSC Suhr Aarau ausgeliehen. Anschließend wechselte er fest zum HSC Suhr Aarau. 2022 erlitt Ferraz einen Kreuzbandriss.

## Nationalmannschaft
Bei der U-20-Europameisterschaft 2010 wurde Ferraz ins All-Star-Team gewählt.
Er steht im Aufgebot der Portugiesischen Nationalmannschaft. Mit der portugiesischen Auswahl nahm er an den Olympischen Spielen in Tokio, der Europameisterschaft 2020 und der Weltmeisterschaft 2021 teil. Bisher bestritt er 94 Länderspiele, in denen er 187 Tore erzielte.